# Weissmies (masyw)
Weissmies – masyw w Alpach Pennińskich. Leży w Szwajcarii w kantonie Valais, na północ od głównego grzbietu Alp Pennińskich. Od leżącego na południu masywu Andolla oddziela go przełęcz Zwissbergenpass (3268 m). Masyw Weissmies znajduje się między doliną Vispertal i jej górną odnogą Saastal (na zachodzie), a dolinami Simplon, Laggintal i Zwischbergental (na wschodzie i południu). 
Na północ od przełęczy Zwissbergenpass znajduje się szczyt Weissmies (4023 m). Odchodzą od niego grzbiety: 
- zachodni ze szczytami Rottalhorn (3815 m), Trifthorn (3396 m) i Szwarzmies (3185 m)
- długi, wschodni oddzielający dolinę Laggintal od doliny Zwischbergental m.in. ze szczytami: Tallihorn (3448 m), Tossenhorn (3225 m), Schijenhorn (2980 m) i Balmahorn (2870 m)
- główny, północny ze szczytami: Lagginhorn (4010 m) i Fletschhorn (3993 m). Z Fletschhornu odchodzą boczne granie: na zachód m.in. ze szczytami Inner Rothorn (3455 m), Jegiturm (3361 m) i Jegihorn (3206 m), a na wschód m.in. ze szczytami Rothorn (3108 m) i Wenghorn (2587 m). Główny grzbiet idzie dalej na północ. Są tu szczyty Senggchuppa (3606 m) i Gamserchopf (3403 m). Za nim grzbiet rozdziela się na dwie granie między którymi znajduje się niewielka dolina Nanztal. W zachodniej grani są m.in. szczyty Mattwaldhorn (3246 m) i Simelihorn (3124 m), a we wschodniej Boshorn (3269 m), Galehorn (2797 m), Tochuhorn (2661 m) i Staldhorn (2463 m). U podnóża tego ostatniego znajduje się przełęcz Simplonpass (2005 m) będąca umowną granicą między Alpami Pennińskimi i Alpami Lepontyńskimi[3][4].

Na południu masywu znajdują się m.in. lodowce: Zwissbergengletscher, Weissmiesgletscher, Triftgletscher i Laggingletscher.

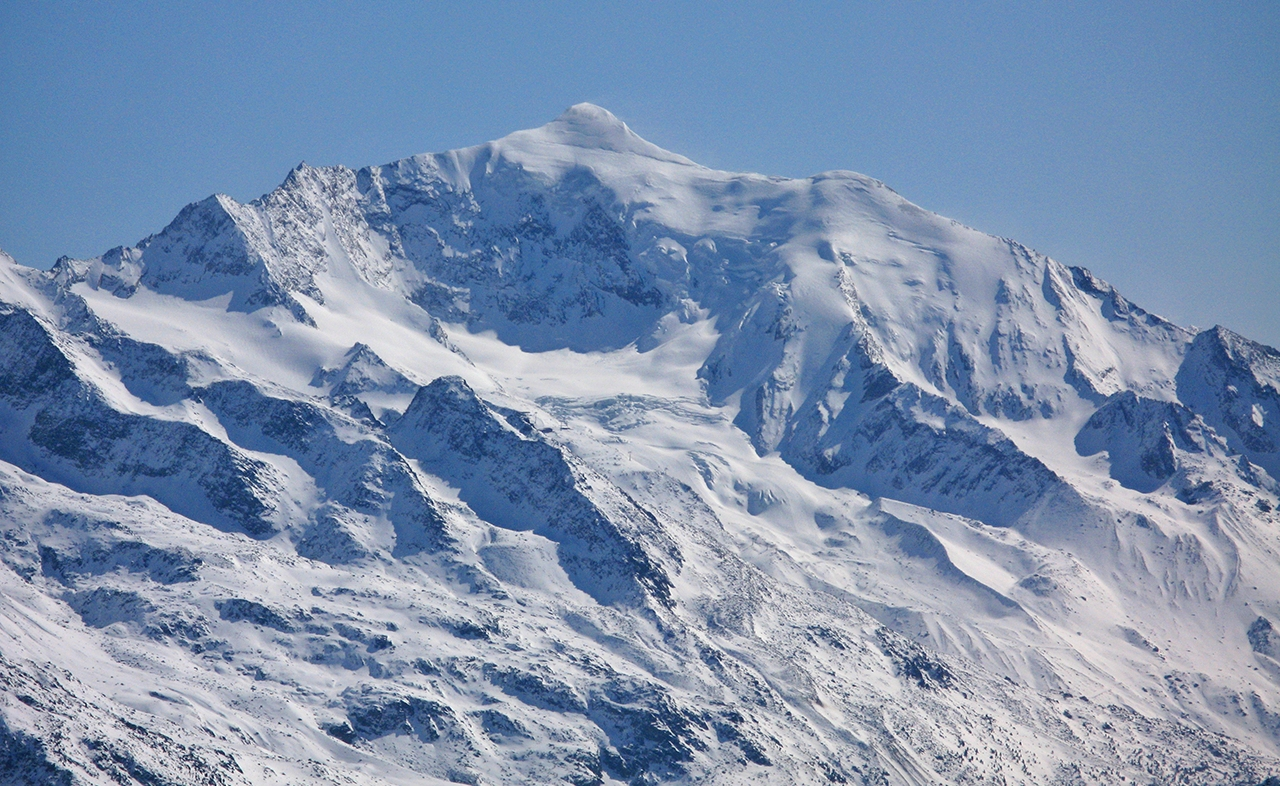
Szczyt Weissmies